# Дамо, Кристач
Кристач Дамо (алб. Kristaq Dhamo; 20 апреля 1933, Фиери, Албания — 14 августа 2022, Анкона, Италия) — албанский кинорежиссёр, сценарист, кинокритик и педагог. Народный артист Албании (1987).

## Биография
Окончил институт кинематографии в Будапеште. Работал на киностудии «Kinostudio Shqiperia e Re» («Новая Албания»). Начинал как сценарист, снял несколько документальных фильмов.
Первый же фильм режиссёра К. Дамо (одновременно его дипломная работа) «Тана» (1958) участвовал в конкурсном показе Первого Московского международного кинофестиваля (I ММКФ) 1959 года.
В течение многих лет был художественным руководителем киностудии. К. Дамо воспитал плеяду молодых албанских кинорежиссёров.
В 1979 году получил звание «Заслуженный артист» (алб. Artist i Merituar), а с 1987 — «Народный артист НСРА» (алб. Artist i Popullit).
В 2000 году на XI Кинофестивале республики был удостоен премии за многолетний вклад в киноискусство.
Скончался 14 августа 2022 года.

## Фильмография
С начала творческой карьеры снял 11 художественных и 5 документальных кинолент.
- 1958 — Тана / Tana
- 1959 — Фуртуна / Furtuna
- 1963 — Специальное задание / Detyrë e posaçme
- 1965 — Первые годы / Vitet e para
- 1970 — Следы / Gjurma
- 1971 — Военное утро / Mëngjeze lufte
- 1973 — Борозды / Brazdat
- 1978 — В глубине темноты / Nga mesi i errësirës
- 1982 — Осенние оправдания / Qortimet e vjeshtës
- 1984 — Решение / Vendimi
- 1987 — Невидимый мир / Botë e padukshme